# 葉問前傳
《葉問前傳》（英語：The Legend Is Born: Ip Man）是邱禮濤執導一部2010年上映的香港電影，由杜宇航主演，故事介紹2008年上映的《葉問》的前傳，飾演少年葉問的杜宇航是香港影史上最年輕的世界武術冠軍，正宗詠春傳人葉問之子葉準也特別參與演出，洪金寶亦為武術指導也演出葉問恩師陳華順。葉問前傳於聖士提反書院取景。冼國林為武術總顧問。

## 劇情
時空背景為民國8年（1919年）的佛山，當時政局動盪，中國面臨內部的分裂及列強的割據，各式各樣的愛國運動盛行。童年葉問和義兄葉天賜及小師妹李美慧一同跟隨詠春宗師陳華順門下學習詠春拳。未久，陳華順去世後，葉問即跟隨掌門師兄吳仲素繼續學習詠春拳。
其後葉問選擇暫別師兄葉天賜、師妹李美慧及一眾武館師兄弟，獨自到香港的聖史提芬學院(即現實中的聖士提反書院)求學。然而當時香港已成英國領土，當地英國人都將中國人當成了「東亞病夫」，葉問難忍心中怒火，出手討回公道，也陰錯陽差遇上了第三位詠春師父梁璧（陳華順的師父梁贊之兒子）。
葉問得梁璧傳授各種詠春功夫，大大提升詠春水準。其後葉問學業有成，返回家鄉與佛山副市長的女兒張永成相戀卻遇到重重障礙，那一邊廂的天賜原來一早已背負著一個重大任務，與此同時，大師兄吳仲素發現了葉問習得梁璧的詠春拳而偏離陳華順所強調之正宗詠春。因門戶觀念下，兩人對是否應該堅守「正宗」這觀念有著重大分歧。

## 演員表

### 葉家
| 演員            | 角色            | 關係 |
| 杜宇航          | 葉問            | 本劇主角，擅長詠春拳，師承吳仲素、陳華順、梁壁 香港聖史蒂芬學院校友 見義勇為 葉天賜之繼手足 張永成之夫 於結局與葉天賜以一場決鬥作了結                                                              |
| 文俊輝 （童年） | 葉問            | 本劇主角，擅長詠春拳，師承吳仲素、陳華順、梁壁 香港聖史蒂芬學院校友 見義勇為 葉天賜之繼手足 張永成之夫 於結局與葉天賜以一場決鬥作了結                                                              |
| 樊少皇          | 葉天賜/田中英傑 | 真名為田中英傑 日本皇軍少佐 葉問無血緣關係之兄 李萬豪之侄女婿 李美慧之夫 北野由美之兄 殺害岳父李萬豪 東窗事發後，還想聯合由美殺害吳仲素及葉問滅口 最後被葉問打斷腿後說出長年的內心話並刺腹自殺身亡 |
| 沈艾劼（童年）  | 葉天賜/田中英傑 | 真名為田中英傑 日本皇軍少佐 葉問無血緣關係之兄 李萬豪之侄女婿 李美慧之夫 北野由美之兄 殺害岳父李萬豪 東窗事發後，還想聯合由美殺害吳仲素及葉問滅口 最後被葉問打斷腿後說出長年的內心話並刺腹自殺身亡 |
| 陳之輝          | 葉靄多          | 葉問父親 |

### 同門
| 演員         | 角色   | 關係 | 備註     |
| 洪金寶       | 陳華順 | 葉問、吳仲素之師傅 相當關心葉問的習武狀況 後因痼疾發作身亡 | 特別演出 |
| 元彪         | 吳仲素 | 葉問及天賜之大師兄 屬於保守派，拒絕破舊立新，因而責備了和梁壁修習「新版詠春」的葉問 最後從和日本刺客的交手中領悟到凡事總需要破舊立新，才能成長茁壯                                  |          |
| 陳嘉桓       | 李美慧 | 葉問之師妹 葉天賜之妻 李萬豪之養女 與葉問同門同派的女弟子 溫柔婉約，不擅與人爭執 曾懷有天賜的胎兒，但在與日本刺客的交手中遭對方踢中腹部而流產 後遭北野派人押解到碼頭 結局為葉問所救 |          |
| 徐嬌（童年） | 李美慧 | 葉問之師妹 葉天賜之妻 李萬豪之養女 與葉問同門同派的女弟子 溫柔婉約，不擅與人爭執 曾懷有天賜的胎兒，但在與日本刺客的交手中遭對方踢中腹部而流產 後遭北野派人押解到碼頭 結局為葉問所救 |          |
| 張馳         | 姚 才  | |          |
| 朱學良       | 阮奇山 | |          |
| 葉準         | 梁 壁  | 陳華順之師兄 葉問之師叔 年少時相當自負，曾築起圍牆分隔開兩家人，但老來後悔 曾改造詠春拳法，加入指推、高腿之元素，讓拳法更多元化                                                     | 特別演出 |

### 張家
| 演員 | 角色   | 關係                                                                                      | 暱稱               |
| 黃奕 | 張永成 | 張浩天之長女 葉問女友 個性樂天爽朗、見義勇為，也因此被葉問稱為「見義勇為小姐」 結局時結婚 | 粵語版本由唐寧配音 |
| 馬賽 | 張永華 | 張永成之妹                                                                                |                    |
| 林雪 | 張浩天 | 副市長 張永成之父                                                                         |                    |

### 北野家
| 演員     | 角色     | 關係 | 備註 |
| 廖碧兒   | 北野由美 | 北野行雄之女 田中英杰之妹 曾挑戰精武體育會未果 最後在與葉問的決鬥中遭葉問擊斃                                              |      |
| 澤田拳也 | 北野行雄 | 日本商人 由美之父 長期投資佛山，但目的是為了透過人口買賣滲透中國內部、瓦解軍心 綁架李美慧 最後在碼頭設局偷襲葉問，反被擊敗 |      |

### 其他要角
| 演員        | 角色     | 關係         | 備註 |
| 李國麟      | 巡捕隊長 |              |      |
| 梁旭輝      | 李萬豪   | 李美慧之叔伯 |      |
| 李力持      | 翻譯員   |              |      |
| 張繼聰      | 海關官員 |              |      |
| 張敬軒      | 曹公子   | 市長之子     |      |
| 丁小龍      | 流氓     |              |      |
| 楊青倩      | 雜耍女子 |              |      |
| 方婷婷      | 風騷女子 |              |      |
| 黨山鵬      | 日本殺手 |              |      |
| Gus Lim     | 日本殺手 |              |      |
| Andy Taylor | 洋人學生 |              |      |

## 歌曲
- 主題曲：千尺浪（The Great Waves），監製：邱禮濤、麥振鴻，歌唱監製：林健華，編曲：麥振鴻，作詞：李敏，演唱：張繼聰。
- 插曲：相思（Thinking Of You），監製：邱禮濤、麥振鴻，編曲：麥振鴻，作詞：李敏，演唱：陳嘉桓。
- 弦樂四重奏：Greensleeves，第一小提琴：許文耀，第二提琴：徐雋文，中提琴：司徒宛昀，大提琴：羅蕙玲，小提琴獨奏：許文耀。

## 爭論
在电影《叶问前传》中，姚才和“小山”（被阮氏後人認为是影射阮奇山）被一帮日本人打倒，叶问赶到后横扫了日本人。这个情节被阮氏后人和姚氏后人认为有“诽谤嫌疑”，并向剧组提出抗议，在《叶问前传》道歉会中，冼国林低头斟茶认错。

## 漫畫
- 牛佬 《葉問前傳》- 牛佬主編、冼國林武術顧問，玉皇朝出版，2010年發行

## 獎項
| 頒獎典禮                    | 獎項             | 得獎者 | 結果 |
| --------------------------- | ---------------- | ------ | ---- |
| 第6屆香港電影導演會年度大獎 | 年度新晋演员(金) | 杜宇航 | 獲獎 |

## 外部連結
- 《葉問前傳》官方網站 （页面存档备份，存于）
- Yahoo奇摩電影上《葉問前傳》的資料（繁體中文）
- MSN娛樂上《葉問前傳》的資料（繁體中文）

- 開眼電影網上《葉問前傳》的資料（繁體中文）
- 香港影庫上《葉問前傳》的資料（繁體中文）
- 时光网上《葉問前傳》的資料（简体中文）
- 豆瓣电影上《葉問前傳》的資料 （简体中文）
- 爛番茄上《葉問前傳》的資料（英文）
- AllMovie上《葉問前傳》的资料（英文）
- 互联网电影数据库（IMDb）上《葉問前傳》的资料（英文）